# Bulgarischer Fußballpokal 1996/97
Der Bulgarischer Fußballpokal 1996/97 war die 57. Austragung des Pokalwettbewerbs im Fußball in Bulgarien. Pokalsieger wurde ZSKA Sofia. Das Team setzte sich im Finale gegen Lewski-1914 Sofia durch. Da ZSKA durch den Meistertitel bereits für die UEFA Champions League qualifiziert war, nahm der unterlegene Finalist am Pokalsiegerwettbewerb teil.

## Modus
Bis zur dritten Runde und im Finale wurden die Begegnungen in einem Spiel entschieden. Bei unentschiedenem Ausgang gab es eine Verlängerung von zweimal 15 Minuten und gegebenenfalls ein Elfmeterschießen.
Vom Achtelfinale bis zum Halbfinale wurde der Sieger in Hin- und Rückspiel ermittelt. Bei Torgleichheit entschied zunächst die Anzahl der auswärts erzielten Tore, danach eine Verlängerung und falls erforderlich ein Elfmeterschießen.

## 2. Runde
Teilnehmer: 14 Drittligisten und die 18 Zweitligisten, die sich für diese Runde qualifizierten.
| Datum      |                              | Ergebnis              |                               |
| ---------- | ---------------------------- | --------------------- | ----------------------------- |
| 12.10.1996 | FC Tschernomorez Burgas (II) | 3:0                   | Tscherno More Warna (II)      |
| 30.10.1996 | Lok Gorna Orjachowiza (II)   | 2:0                   | FK Schumen (II)               |
| 30.10.1996 | FC Bdin-Minjor Widin (III)   | 0:4                   | Olimpik Galata (II)           |
| 30.10.1996 | FK Port Burgas (III)         | 2:1                   | FK Autotrade Aksakowo (II)    |
| 30.10.1996 | Lokomotive Russe (II)        | 2:1                   | Parwa Atomna Kosloduj (III)   |
| 30.10.1996 | Pirin Blagoewgrad (II)       | 3:1                   | FK Chaskowo (II)              |
| 30.10.1996 | Granitschar Sliwengrad (III) | 1:0 n. V.             | Septemwri Sofia (II)          |
| 30.10.1996 | FK Dewnja (III)              | 1:0                   | FC Hebar Pasardschik (II)     |
| 30.10.1996 | Marek Dupniza (III)          | 0:1 n. V.             | FC Tschirpan (II)             |
| 30.10.1996 | Sikonko Klimentowo (III)     | 1:2 n. V.             | Akademik Sofia (II)           |
| 30.10.1996 | FK Nowi Iskra (III)          | 3:2 n. V.             | Tschardafon Gabrowo (II)      |
| 30.10.1996 | FK Tschergan (III)           | 1:0 n. V.             | Tschawdar Bjala Slatina (III) |
| 30.10.1996 | Storgosija Plewen (III)      | 3:2                   | Spartak Plowdiw (II)          |
| 30.10.1996 | Trakia Swanitschewo (III)    | 0:1                   | Litex Lowetsch (II)           |
| 30.10.1996 | Arda Kardschali (III)        | 1:3                   | FC Metalurg Pernik (II)       |
| 30.10.1996 | Granitschar Kopriwlen (III)  | 0:0 n. V. (4:5 i. E.) | Sokol 94 Plowdiw (III)        |

## 3. Runde
Teilnehmer: Die 16 Sieger der 2. Runde und die 16 Erstligisten.
| Datum      |                              | Ergebnis              |                         |
| ---------- | ---------------------------- | --------------------- | ----------------------- |
| 12.11.1996 | FC Tschernomorez Burgas (II) | 2:1                   | Spartak Warna (I)       |
| 12.11.1996 | Lokomotive Russe (II)        | 1:0                   | Lokomotive Plowdiw (I)  |
| 12.11.1996 | FK Dewnja (III)              | 1:1 n. V. (3:4 i. E.) | Lokomotive Sofia (I)    |
| 13.11.1996 | Lok Gorna Orjachowiza (II)   | 0:3                   | ZSKA Sofia (I)          |
| 13.11.1996 | PFK Montana (I)              | 2:0                   | Olimpik Galata (II)     |
| 13.11.1996 | FK Port Burgas (III)         | 0:3                   | Slawia Sofia (I)        |
| 13.11.1996 | FK Spartak Plewen (I)        | 1:2                   | Pirin Blagoewgrad (II)  |
| 13.11.1996 | Granitschar Sliwengrad (III) | 4:2                   | Rakowski Russe (I)      |
| 13.11.1996 | FC Tschirpan (II)            | 2:0                   | Minjor Pernik (I)       |
| 13.11.1996 | Akademik Sofia (II)          | 1:0                   | Botew Plowdiw (I)       |
| 13.11.1996 | FK Tschergan (III)           | 0:3                   | FK Mariza Plowdiw (I)   |
| 13.11.1996 | PFC Dobrudscha Dobritsch (I) | 1:0                   | Storgosija Plewen (III) |
| 13.11.1996 | Neftochimik Burgas (I)       | 1:2                   | Litex Lowetsch (II)     |
| 13.11.1996 | Sokol 94 Plowdiw (II)        | 2:0                   | Lewski Kjustendil (I)   |
| 13.11.1996 | FC Metalurg Pernik (II)      | 0:2                   | Lewski-1914 Sofia (I)   |
| 13.11.1996 | FK Nowi Iskra (III)          | 2:2 n. V. (5:4 i. E.) | Etar Weliko Tarnowo (I) |

## Achtelfinale
| Datum             |                              | Gesamt |                              | Hinspiel | Rückspiel |
| ----------------- | ---------------------------- | ------ | ---------------------------- | -------- | --------- |
| 27.11./05.12.1996 | Sokol 94 Plowdiw (II)        | 2:5    | Lewski-1914 Sofia (I)        | 2:3      | 0:2       |
| 04.12./11.12.1996 | Slawia Sofia (I)             | 3:1    | Lokomotive Russe (II)        | 2:1      | 1:0       |
| 04.12./13.12.1996 | ZSKA Sofia (I)               | 6:1    | PFK Montana (I)              | 5:0      | 1:1       |
| 04.12./13.12.1996 | FC Tschernomorez Burgas (II) | 3:8    | Lokomotive Sofia (I)         | 2:5      | 3:2       |
| 04.12./13.12.1996 | Litex Lowetsch (II)          | 5:3    | PFC Dobrudscha Dobritsch (I) | 5:1      | 0:2       |
| 04.12./18.12.1996 | Pirin Blagoewgrad (II)       | 6:3    | Granitschar Sliwengrad (III) | 4:1      | 2:2       |
| 04.12./18.12.1996 | FC Tschirpan (II)            | 4:5    | Akademik Sofia (II)          | 3:2      | 1:3       |
| 04.12./18.12.1996 | FK Mariza Plowdiw (I)        | 6:2    | FK Nowi Iskra (III)          | 4:0      | 2:2       |

## Viertelfinale
| Datum             |                      | Gesamt          |                        | Hinspiel | Rückspiel |
| ----------------- | -------------------- | --------------- | ---------------------- | -------- | --------- |
| 05.03./19.03.1997 | Slawia Sofia (I)     | 1:3             | ZSKA Sofia (I)         | 1:1      | 0:2       |
| 05.03./19.03.1997 | Akademik Sofia (II)  | 1:2             | FK Mariza Plowdiw (I)  | 1:1      | 0:1       |
| 05.03./19.03.1997 | Litex Lowetsch (II)  | 3:4             | Lewski-1914 Sofia (I)  | 2:0      | 1:4       |
| 05.03./19.03.1997 | Lokomotive Sofia (I) | 2:2 (2:3 i. E.) | Pirin Blagoewgrad (II) | 2:0      | 0:2 n. V. |

## Halbfinale
| Datum             |                        | Gesamt |                       | Hinspiel | Rückspiel |
| ----------------- | ---------------------- | ------ | --------------------- | -------- | --------- |
| 09.04./22.04.1997 | FK Mariza Plowdiw (I)  | 1:7    | Lewski-1914 Sofia (I) | 1:3      | 0:4       |
| 09.04./23.04.1997 | Pirin Blagoewgrad (II) | 1:2    | ZSKA Sofia (I)        | 1:0      | 0:2 n. V. |

## Finale
| Paarung           | Lewski-1914 Sofia – ZSKA Sofia |
| Ergebnis          | 1:3 (0:1) |
| Datum             | 27. Mai 1997 |
| Stadion           | Wassil-Lewski-Stadion, Sofia |
| Zuschauer         | 18.500 |
| Schiedsrichter    | Atanas Usunow |
| Tore              | 0:1 Stefan Lultschew (9.) 0:2 Petar Schabow (48.) 1:2 Stanimir Gospodinow (51.) 1:3 Milen Petkow (58.) |
| Lewski-1914 Sofia | Dimitar Iwankow – Emil Kremenliew , Walentin Dartilow, Wladimir Iwanow, Stanimir Gospodinow – Wladimir Jonkow, Wiktorio Pawlow, Marijan Christow, Sachari Sirakow – Todor Sajzew (59. Anatoli Tonow), Christo Jowow Cheftrainer: Andrej Scheljaskow                              |
| ZSKA Sofia        | Ilian Wassilew – Adalbert Safirow, Filip Filipow (85. Iwo Slawtschew), Stefan Lultschew, Dobromir Mitow – Milen Petkow, Georgi Slawtschew (70. Galin Iwanow), Anatoli Nankow , Georgi Jordanow – Petar Schabow (54. Dimitar Iwanow), Iwajlo Andonow Cheftrainer: Georgi Wassilew |
| Gelbe Karten      | Wladimir Iwanow – Georgi Slawtschew, Stefan Lultschew |